# Vlag van woiwodschap Pommeren

Vlag van Pommeren

De vlag van woiwodschap Pommeren bestaat uit een geel veld met daarop een zwarte griffioen. De griffioen is het symbool van Pommeren en is onder meer ook te vinden op de vlag van West-Pommeren (een Poolse provincie) en de vlag van Mecklenburg-Voor-Pommeren (een Duitse deelstaat). De vlag is officieel aangenomen op 25 maart 2002.

Vlag van Pommeren, gebruikt tussen 2008 en 2010

In 2008 heeft het bestuur van het woiwodschap Pommeren een visueel identificatiesysteem met een aangepast vlagontwerp ingevoerd om het woiwodschap Pommeren te promoten en daartoe reclameslogans, logo's en gadgets te kopen of te produceren die betrekking hebben op de regio en die de identificatie van de regio vormen. Het provinciebestuur keurde, zonder toestemming van de provinciale vergadering, de gewijzigde positie van de griffioen en de kleur van de vlag goed. Deze vlag werd gebruikt tot 2010.